# 全興里 (新北市)
25°03′24″N 121°25′54″E / 25.0565465°N 121.43169°E
全興里，前身「全興村」，位於臺灣新北市泰山區東北部。

## 機關
- 泰山公有市場
- 泰山區戶政事務所（官網）：查詢個人資料以及辦理身分證即可。
- 新北市立圖書館　泰山分館（官網（页面存档备份，存于））：連接生活，知識無限。

## 道路
- 仁愛路：泰山十八甲重劃區內最重要道路，西起明志路公園路口，東與泰林路相接。
- 仁德路
- 全興路

### 客運
- 508（泰山－蘆洲－榮總－惇敘工商）
- 803（五股－泰山１８甲－新莊中原路－松山機場）
- 805（五股－新莊棒球場－捷運新埔站－土城）→台北客運與三重客運聯營
- 859（泰山－樹林）
- 938（五股－泰山公有市場－捷運台大醫院站）
- 783（五股－新泰路－台北）

### 免費接駁公車
（時刻表）
共有兩條路線，公有市場線自2008年1月1日通車至今，明志線自2008年10月1日通車至今。由於原臺北縣升格為新北市後政策不明，目前暫行公告將僅行駛至2011年3月，之後將依新北市政府政策指示辦理。
- 泰山公有市場－台北車站（北三門／鄭州／市民）
  - 停靠站：泰山公有市場戶政事務所側(僅上車)－中興醫院(僅下車)－台北車站北三門－塔城街(僅上車)－泰山公有市場仁德路側(僅下車)

## 相關連結
- 泰山區